# 清朝政治
清朝政治，在政治体制上，清初保留着女真族贵族性质的议政王大臣会议。后来大多沿袭明朝旧制，不设宰相，实行君主集权。皇太极设立内三院（内国史院、内秘书院与内宏文院）。也就是清代的内阁。下辖中央执行机关六部。康熙帝时期开始实行密折制度和设立南书房来分割内阁的权力，雍正帝时为处理西北的紧急军务，在皇宫内廷的隆宗门内设立军机处，全称“办理军机事务处”。军机处机构精简，行政效率高，能迅速处理军国大事，进一步加强君主专制主义中央集权。鸦片战争之后，为推行自强运动，先后于1861年与1870年成立总理各国事务衙门与北洋通商大臣，负责对外关系与自强运动的策划与推行，成为自强运动期间最高行政机关。实施清末新政之后，1911年5月18日清廷宣布废除军机处，仿西方国家与日本实行责任内阁制，内阁总理大臣和诸大臣组成的内阁成为最高行政机关。法律方面，顺治四年（1647年）《大清律例》编修完成。《大清律》基本上承袭《明律》的内容。后经康熙、雍正两朝屡次增删，并于雍正五年公布。在军事制度上，努尔哈赤实行八旗制度，后来形成了绿营，近代以来，特别是太平天国运动时期，又设立团练和勇营，多由汉族地主官僚掌控。后来清朝又添加了新军和海军，都是近代化的军事装备。
在民族关系上，清朝统治者根据实地情况的差异采取不同的政策。在中原地区基本沿袭明代的统治方式，包括开科举等，以赢得汉族知识分子的支持，并根据清朝的实际情况实行旗民分治；在边疆地区则采取加派驻防大臣与当地贵族共同治理。
外交制度上，清朝在近代以前并没有正式的外交机构，因当时清廷一向以天朝上国自居，不愿承认与四周国家的平等关系。清朝的外交按照对象的不同，分由礼部、理藩院、内务府与公行制度负担外交事务。六部的礼部负责对日本、朝鲜、琉球与东南亚各国外交或朝贡事务，以维系朝贡体制。理藩院负责交涉东亚内陆如内外蒙古、准噶尔、西藏、俄罗斯帝国等事务，主要防止边患形成。其编制与六部基本相同，官员大多由满族、蒙古族人担任，汉人只能担任堂主事、校正官等少数官职。内务府除管理本身内廷事务，也管理欧洲来华传教士、宗教使节团的事务以及国外贸易的传运征收特别税。公行制度负责西洋各国如葡萄牙、荷兰、英国等贸易关系（在清朝来看仍为朝贡），限制于广州一地，又称广州制度。鸦片战争开启了中国近代史，清朝对外关系转向被歧视。由于缺乏正式外交机构，为西方国家不满，在《天津条约》就有要求外国公使进驻北京，这使得中国正式开始面对新的外交形势。1861年总理各国事务衙门成立，专门负责对外关系，然而其地位逐渐被1870年成立的北洋通商大臣所取代。直到1901年的清末新政，将总理衙门改制为外务部后，才得以统一负责对外事务。清朝在近代以前签定的平等条约较少，主要有《尼布楚条约》与《恰克图条约》，均为与俄国签定。自近代以来，经历一系列失败之后，清廷在列强的威迫下，前后被迫签定许多不平等条约。

## 国家象征
清朝与中国历史上的其它朝代一样，本来并无法定的国旗与国歌。近代以后，随着西方国家用武力打开清朝国门，清朝逐渐引入西方国家的一些概念，其中就包括国旗与国歌。晚清重臣李鸿章在同西方国家谈判、签约、通商、互派外交人员等外交活动中，看到西方列国庄严悬挂国旗，而中国却无旗可挂，深感有失“天朝威仪”。于是上奏慈禧太后，提出在外交场合中需要有代表中国的旗帜，请求颁制国旗。1888年（光绪十四年），清政府认定“黄底蓝龙戏红珠图”（即俗称的“黄龙旗”）为大清国旗。这是中国历史上正式确立的第一面国旗。19世纪后期至20世纪初，清朝曾先后使用《普天乐》、《李中堂乐》、《颂龙旗》作为其半官方国歌或代国歌。1911年，清政府将《巩金瓯》定为正式国歌。不过由于辛亥革命的爆发，《巩金瓯》后来没有流行开来。

## 政治体制
钱穆認為中国从汉朝到明朝都是“士人政权”政府大权都掌握在读书人“士”手里，而到了外族统治的元朝和清朝却改变了，並引據鄒容的《革命軍》指中国由“士人政权”变为“部族政权”，蒙古人和满洲人变为中国内的特权阶级或特殊分子。亦認為清朝政权始终是维护和偏袒满洲人，须满洲人在后拥护，才能控制牢固。而清朝的政治，制度的意义很少，法术的意义多。清朝政府发布最高命令的手续，也是非常不合理的。比如“寄信上谕”是清朝特有的，不按照中国向来的程序，而是直接由皇帝军机处寄给受命令的人，旁人都不知道。然而徐復觀指出：“士人政权”這種說法並不正確，表示政府的性質必須就權力根源之地是由誰來運用而言，這應當是一種常識。通過二十四史一直到現代，都證明凡是站在平民的立場進入到仕途的人地位愈高，與皇帝愈接近，他命運性的困擾、艱難必定來自專制的機構與專制的觀念。亦指出錢穆對專制下的必然產物例如「外戚宦官」和漢代統治者的暴行視而不見，以及把中國「歷史中成千上萬的殘酷地帝王專制的實例置之不顧」。同時引據「報任安書」指出凡是皇帝親自交下與皇帝自己有關的案子，承辦的官吏決不敢問是非。
钱穆亦認為,对于上书言事，清朝更是禁止。在明朝奖励大家发言，公开发言的，不仅明朝如此，历代也是如此，而只有清朝不允许人讲话。同时清朝还限制中国人的结社和出版自由。在清朝，除了六部尚书和侍郎可以向皇帝讲话，其他的不论什么人，都不许向皇帝讲话了，而一直得到中央重视的翰林院等，向来他们可以向政府讲话的，但是到了清朝也不准专折言事。在地方上，只有总督、巡抚、藩台、臬台可以向政府讲话，其他的府县均不可，比起明代，布衣也可以直接向皇帝讲话，清相差甚远。在地方上，清朝也不允许民间有公开发言权。在顺治五年立在府学、县学明伦堂里的「卧碑」就足可以证明。在当时府学、县学都有明伦堂，清朝在每一个明伦堂里都设置一个石碑，而这个石碑不是竖立的，而是横躺在那里，所以叫卧碑。在卧碑上有三条禁令：第一，生员不得言事；第二，不得立盟结社；第三，不得刊刻文字。
然而在清朝敢言且未被追究的學者亦為數不少，例子有反對專制思想的袁枚、著書批評君權的唐甄、一道反朝廷的黃宗羲以及顧炎武等學者。
被當時正純學者（儒生）斥為「名教罪人」、「喪心病狂」、「人可戮而書可焚」的袁枚追求自由個性，反對專制思想和理學，亦貶斥漢學，他亦針對清廷統一人心風俗政策說「物之不齊，物之情也，天亦不能做主，而況於人乎？」，但袁枚從來沒被追究過「害義傷教」之罪，在當時亦生活得頗為順暢，名傾一世，令人羡慕。清初思想家唐甄所著《潛書》描述：「清興五十年來，四海之內，日益困窮，農空、工空、市空、仕空（值得一提的是，清初五十年期間正處於氣候最為異常之時，當時世界上多處亦發生罕見的大饑荒）。」，並指出皇帝是一切罪惡的根源，認為「自秦以來，凡帝王者皆賊也。」
以民為主的思想於清初亦有所流行，黃宗羲和顧炎武、王夫之提倡民權，所著的《明夷待訪錄》攻擊君主專制體制，提倡天下為主，君為客的觀點，倍受清末革命黨的推崇。部分學者認爲黃宗羲的思想是近代民主主義的思想，有西方學者稱黃宗羲為「中國自由主義的先驅」。

### 中央机构

#### 南书房
南书房于康熙十六年（1677年）设立，起初是康熙帝为了与翰林院词臣们研讨学问，吟诗作画而设。因在乾清宫西南角特辟房舍故名南书房。由于南书房“非崇班贵檩、上所亲信者不得入”，所以它完全是由皇帝严密控制的一个核心机要机构，随时承旨出诏行令，这使南书房“权势日崇”。南书房地位的提高，是康熙帝削弱议政王大臣会议权力，同时将外朝内阁的某些职能移归内廷，实施高度集权的重要步骤。

#### 军机处
军机处原称军需处，雍正八年（1730年），清军在西北与准噶尔激战，为及时处理军报雍正皇帝始立，雍正十年改称军机处。军机大臣以下设章京等官，从六部员司和内阁中书里选用。章京的任务是缮写谕旨、记载档案、查核奏议，作军机大臣的辅助人员。章京也是满、汉人员各两班，每班八人，各设一领班。章京参与机要，草拟圣旨，俗称“小军机”。乾隆皇帝即位后服孝，安排数位“总理事务王大臣”进入军机处，故改名总理事务处。乾隆二年（1737年）乾隆服满亲政，总理事务王大臣等自请罢职，恢复军机处名称，自此遂成定制，军机处成为直接对皇帝负责的核心权力机构，满洲议政王大臣会议的地位更被削弱至几乎可忽略不计，政治权力全部掌握在皇帝手中，成为清代中央集权制度的顶峰。直至宣统三年（1911年）四月初十清廷宣布成立“责任内阁”，军机处废止。

#### 清末责任内阁
宣统三年四月初十（1911年5月18日），清政府宣布废除军机处，实行内阁制，任命内阁总理大臣和诸大臣组成内阁。由庆亲王奕劻组成中国历史上第一个现代意义上的内阁。然而，由于内阁成员中过半数为皇族或满人，时人讥之为“皇族内阁”。该内阁在辛亥革命后倒台，由袁世凯组成的新内阁所取代。

### 执行机构

#### 六部
六部（吏、户、礼、兵、刑、工）为清朝最高执行机关，各部长官称尚书，副长官称侍郎，以前尚书均由满人担任，顺治元年（1644年）规定尚书及侍郎满、汉各一。
清朝以前因为政治的公开性，和六部尚书是全国的行政首长，外面送来的公事，都是先送到六部；而皇帝拿出来的公事，六部也一定要得先看，例如有关教育的，一定要经过礼部的，不能是皇帝私下决定的。而清朝却大大相反。清朝的六部虽然沿袭明朝，但是清朝的六部权力大大缩小，六部尚书更不能直接对部下发命令，而六部尚书也不是行政首长了。六部无权限可操作，权力自然就集中到皇帝手里，同时清朝还要求满汉分开，有一个汉人尚书，就必须有一个满洲人尚书。

#### 五寺
五寺包括大理寺、太常寺、光禄寺、太仆寺、鸿胪寺。大理寺与刑部和都察院合为三法司，其职权与今日之最高法院相似。大理寺的首长称为大理寺卿，也是九卿之一。其余四个寺的卿职权较低。太常寺负责祭祀；太仆寺管理马匹；光禄寺负责寿宴；鸿胪寺负责接待外宾。

#### 考察
为加强监督管理，凡天下文武官员，都要定期进行考察。规定三载考绩，以定升降奖惩。京官叫“京察”，外官叫“大计”。对武官的考察，每五年一次，称为“军政”，由兵部主持。但是，不论“京察”、“大计”还是“军政”，在实行中都是瞻徇情面，弊端丛生。后来更成为故事具文，走走过场而已。

#### 内务
内廷事务方面，鉴于明朝太监乱国，清朝皇帝独创内务府以管理宫禁事务。其成员由内务府三旗（正黄旗、镶黄旗、正白旗）的15个包衣佐领、18个旗鼓佐领、两个朝鲜佐领、一个回子佐领和30个内管领的包衣及太监组成，其机构组织兼容清初内务府和十三衙门两种制度的内容和特点，并最终形成以七司三院为主干兼辖其他40余衙门的庞大的宫廷服务机构。

## 地方行政

### 内地十八省
清代山海关以内、长城以南的汉族地区被称为“内地”、“关内”或“汉地”。内地的行政区划承袭明代“省—府（州）—县”的层级体制。一级政区为布政使司，通称“行省”或“省”。二级政区为府、直隶州。府管辖的州（散州、属州）不再领县，形成单式的三级制。清代初年，原为临时差官的巡抚取代布政使，成为一省的长官。在一些民族杂居之处及战略要地，设置新型政区“厅”，分为省直辖的直隶厅和府辖的散厅。少数直隶厅下辖县。
清初的道并不是行政区，道员亦无品级。乾隆以后，定道员秩品为正四品，分巡道、分守道的职权也渐趋一致。有的道下直接领县。有人认为清末的道实际上已成为省、府之间的一级政区，之后北洋政府更有废省置道之计划，后因被国民政府取代而未实施。

#### 行省
在行省设置方面，基本沿袭明代所置的两京与十三布政使司，即南北二京及山东、山西、河南、陕西、浙江、福建、江西、广东、广西、湖广、四川、云南、贵州。顺治元年（1644年）定鼎北京，以盛京为留都。二年（1645年）改北直隶为直隶省，改南直隶为江南省。康熙三年（1664年），分湖广为湖北、湖南二省。康熙六年（1667年），江南省正式分为江苏、安徽二省。康熙七年，设立甘肃省，自此形成所谓“内地十八省”的格局。
| - 直隸省 - 江蘇省 - 安徽省 - 山西省 - 山東省 - 河南省 | - 陝西省 - 甘肅省 - 浙江省 - 江西省 - 湖北省 - 湖南省 | - 四川省 - 福建省 - 廣東省 - 廣西省 - 雲南省 - 貴州省 |

光绪十一年（1885年），分福建省台湾府置“福建台湾省”，两年后正式建省。光绪二十一年（1895年），因甲午战争战败，福建台湾省被割让予日本。光绪三十年十二月（1905年1月），分江苏江宁、淮安、扬州、徐州四府及通州、海州二直隶州置江淮省，旋即裁撤。此后至清末，内地仍为十八省，与东三省、新疆省合为二十二省。

#### 冲繁疲难
清代的府、州、厅、县，按照“冲、繁、疲、难”的考语分为不同等次。考语字数越多，地位就越重要。一般以四字俱全者为“最要缺”，三字者（冲繁难、冲疲难、繁疲难）为“要缺”，二字者（冲繁、繁难、繁疲、疲难、冲难、冲疲）为“中缺”、一字或无字者为“简缺”。
- 冲：地当孔道者为冲
- 繁：政务纷纭者为繁
- 疲：赋多逋欠者为疲
- 难：民刁俗悍，命盗案多者为难

### 满洲地区
東北為清朝龍興之地。順治年間入關後，以駐防八旗留守盛京瀋陽。康熙至乾隆年間，逐漸形成三個相當於行省的將軍轄區：盛京、吉林、黑龍江。將軍之下設專城副都統分駐各城，並管理各城的臨近地區。副都統下有總管統領各旗。在漢民聚居之處，置府、州、縣、廳，如同內地。居於黑龍江、嫩江中上游的巴爾虎、達斡爾、索倫（鄂溫克）、鄂倫春、錫伯等族，編入八旗，由布特哈總管、呼倫貝爾總管管轄。黑龍江、烏蘇里江下游及庫頁島的赫哲、費雅喀、庫頁、奇楞等漁獵部落則分設姓長、鄉長，由三姓副都統管轄。
| - 盛京，由盛京將軍統轄 - 奉天府 / 盛京副都統 - 錦州府 / 錦州副都統 - 熊岳副都統 - 金州副都統 - 興京副都統 | - 吉林，由吉林將軍統轄 - 寧古塔副都統 - 伯都訥副都統 - 三姓副都統 - 吉林副都統 - 阿勒楚喀副都統 - 拉林副都統 - 琿春副都統 | - 黑龍江，由黑龍江將軍統轄 - 黑龍江副都統 - 墨爾根副都統 - 齊齊哈爾副都統 - 布特哈副都統 - 呼蘭副都統 - 呼倫貝爾副都統 - 通肯副都統 |

光緒末年的甲午戰爭、八國聯軍之役與日俄戰爭嚴重動搖清朝在東北地區的統治，迫使其廢除滿洲的旗民分治制度，設立行省。光緒三十三年（1907年），廢除盛京、吉林、黑龍江三地將軍衙門，改設奉天省、吉林省、黑龍江省；隨後裁撤各城副都統、總管，改為府、廳、州、縣。宣統三年（1911年），奉天省領八府、八廳、六州、三十三縣；吉林省領十一府、一州、五廳、十八縣；黑龍江省領七府、六廳、一州、七縣。

### 西南地区
云南、贵州、广西、四川、湖南、湖北、甘肃等省设有土司，分为宣慰司、宣抚司、招讨司、安抚司和长官司（长官为武职），与土府、土州、土县（长官为文职）。土司的长官以当地各族头人充任，可以世袭，由朝廷或地方官府颁给印信，归所在地方之督抚、驻扎大臣管辖。宣慰等司的长官隶属于兵部、土知府、土知州等官隶属于吏部。雍正年间，云南、贵州、广西等省的土司开始改行流官制，史称改土归流。光绪、宣统之际，赵尔丰出任川滇边务大臣，四川西部的藏人土司、西藏东部的宗也开始改土归流。

### 藩部地区
清代蒙古、西藏、青海、新疆与黑龙江布特哈（达呼尔、索伦、鄂伦春等族）被称为藩部，由理藩院管理。

#### 蒙古政策
明清之际，蒙古分为众多部落（蒙古语称为“艾马克”），部落首领为“部长”（鄂拓克）或“汗”。清太宗时，依照满洲八旗的组织形式，将蒙古各部落编为旗，是为蒙古的基本行政单位，其长官为札萨克或总管。旗下设“佐”（苏木），相当于乡。自此蒙古各部落被纳入统一的行政体系之中。在地域上，蒙古地区大致分为察哈尔、内蒙古、西套蒙古、外蒙古（包括土谢图汗部、赛音诺颜部、车臣汗部、札萨克图汗部）、科布多与唐努乌梁海。
清代蒙古又分为内属蒙古与外藩蒙古。内属蒙古包括察哈尔、归化城土默特、唐努乌梁海、阿尔泰乌梁海等部，各旗由朝廷派遣官员（一般为总管）治理，与内地的州、县无异。外藩蒙古各旗则由当地的世袭札萨克管理，处于半自治状态。在外藩蒙古，以若干旗合为一盟，设正、副盟长，掌管会盟事宜，对各旗札萨克进行监管。清代的盟是监察机构，并不能视为一级政区。
外藩蒙古又按其归附清朝的先后分为内札萨克蒙古与外札萨克蒙古。内札萨克蒙古又被称为内蒙古，于天命至康熙初年陆续归附清朝。乾隆以后定为二十四部，共四十九旗，设六盟。内札萨克各旗不但政治地位很高，还保留一定的兵权。康熙中期以后归附清朝的各部落称为外札萨克蒙古，包括漠北的喀尔喀四部、西套蒙古二旗、青海蒙古各部、科布多各札萨克旗、新疆旧土尔扈特部及中路和硕特部。外札萨克各旗无兵权，隶属于当地的将军、都统、驻扎大臣（西套蒙古二旗除外）。其中喀尔喀四部后来演变为外蒙古。

#### 新疆
清代新疆分为天山北路的准部和天山南路的回部，统属于伊犁将军。其中的蒙古游牧地区实行盟旗制。维吾尔、布鲁特、塔吉克等族地区则实行伯克制。蒙古旧土尔扈特部与中路和硕特部设立旗、盟：旧土尔扈特部为南北东西四路乌讷恩素珠克图盟，和硕特部为巴图塞特奇勒图盟。准部地方设乌鲁木齐都统，统辖乌鲁木齐（迪化州）、库尔喀喇乌苏、吐鲁番、哈密、古城、巴里坤（镇西府）等城。其中迪化州、镇西府由新疆与甘肃省双重管辖。塔尔巴哈台由塔尔巴哈台参赞大臣管辖。伊犁及其以西地方由伊犁将军、领队大臣管理。回部设总理回疆事务参赞大臣（一般为喀什噶尔参赞大臣），统辖喀什噶尔、叶尔羌、和阗、阿克苏、乌什、库车、喀喇沙尔等城。光绪十年（1884年），新疆建省，实行与内地相同的府、厅、州、县体制。

#### 青海
清代的青海不包括今西宁、海东、黄南以及部分青海省边缘地区。统辖青海地方的官员为西宁办事大臣，常驻西宁（当时属甘肃省）。青海大致以黄河为界，分为青海蒙古和玉树等四十族土司。黄河以北主要为蒙古人，有和硕特、辉特、绰罗斯（准噶尔）、土尔扈特、喀尔喀五大部落。雍正三年（1725年），编青海蒙古为二十七旗，后增至二十九旗，由西宁办事大臣主持会盟。另有察汉诺门罕牧地，实际上单独为一喇嘛旗。道光三年（1823年），分黄河以北二十四旗为左、右翼二盟，每盟设正、副盟长各一人。黄河以南主要为藏人，设有四十个土司，其中以玉树土司最大，故称玉树等四十族土司。土司以下有土千户、土百户。嘉庆、道光年间，藏人不断越过黄河向北迁徙，形成环青海湖一带的环海八族。

#### 西藏
西藏在清代又称“唐古忒”、“图伯特”，分为卫、喀木（康）、藏、阿里四部，以及霍尔三十九族地区。西藏地方的行政长官为驻藏大臣，驻喇萨，会同达赖喇嘛、班禅额尔德尼办理藏内政务。其政令由噶厦（西藏官府）执行。西藏的基层政区是宗，大致相当于内地的县，但规模很小。一些贵族、寺庙的庄园领地称为“谿卡”，地位比宗低或者平级。宗的长官为“宗本”，谿的长官为“谿堆”，一般由噶厦委派，也有的由特定寺庙委任。后藏札什伦布附近的几个宗，由班禅直接管理。今那曲地区、昌都地区北部的各部落统称霍尔三十九族，简称三十九族，为蒙古人后裔，由驻藏大臣的属员夷情章京管辖。驻扎于达木（今当雄）的达木蒙古八旗，每旗设一佐领，不设总管，直属于驻藏大臣。

## 民族政策

### 汉族政策
所谓“清初六大弊政”即剃发（或薙发）、易服、圈地、占房（侵占房舍）、投充（掠人为奴）、逋逃（逃人法），其中延续时间最长的是逃人法。顺治七年六月，广西巡抚郭肇基等人因为“擅带逃人五十三名”，被处死。
清初曾颁令谕：一、八旗從龍入關，全旗皆兵。二、鼓励满人入关。三、圈地，使近畿五百里内全属旗人所有。四、旗民不通婚；禁止旗人自由择业（一说旗人拥有打死民人不用偿命的特权）。弊政中的投充和逋逃皆为圈地所造成的直接结果。
康熙帝亲政后即立即下令永远停止圈地，并逐步放宽对逃人的禁令并最终裁撤督捕衙门。随后康熙开始采取一系列与民休息的政策。

### 首崇满洲
清朝历代皇帝考虑到平衡各族心理的需要，在政治上反复宣扬“满汉一体”，但实质上以“首崇满洲”为行政方针。清朝时期，八旗子弟在政治或生活领域主要在教育、科考、补缺、律法、生活待遇等方面享有一定特权待遇。清廷特为宗室子弟特设宗学，觉罗子弟有觉罗学，普通八旗子弟有咸安宫官学等八旗官学，内务府子弟有景山官学等。在文武科举之外，还提供笔帖式、翻译士、皇帝侍卫等方式供满洲子弟进入仕途。高层官职也一向有旗缺與民缺之分。旗人可酌任民缺，反之除极个别情况外，理论上是不可能的。能力不足以登科做官的旗人可以从参与最基本的挑选八旗兵丁做起，八旗子弟中的未成年者还可以参与类似于预备役制度的“养育兵”选拔，按月可得一定薪资。清代旗民亦不同刑，若正身旗人犯充军、流刑罪者有免发遣以枷号代替的特权。八旗的司法权也独立于民人之外。例如，驻防旗人触法不归当地督抚管制，而由该地区驻防将军、都统负责。京旗子弟则由步军都统衙门负责处理、宗室则由宗人府全权裁决。清廷还分拨旗地和营房给八旗子弟居住生活，不必承担任何赋税。旗地和营房受国家保护，不得私自买卖。清廷在全国各处八旗驻防地均设置“满城”供兵丁居住，民人不得随意出入满城。
东北满洲故地无满城之分则设置柳条边，防止汉人进入“龙兴之地”。然而在康熙、乾隆、嘉庆年间，在人口大幅增长，多次汉人移居中国东北地区的记载：“其吉林宁古塔、伯都讷、阿勒楚喀、拉林等地方，乾隆二十七年定例不准无籍流民居住。及三十四年，吉林将军傅良奏：“阿勒楚喀、拉林地方流民二百四十二户，请限一年尽行驱逐。”上曰：“流寓既在定例之前，应准入籍垦种，一例安插，俾无失所。”嘉庆中，郭尔罗斯复有内地新来流民二千三百三十户，吉林有千四百五十九户，长春有六千九百五十三户，均经将军奏令入册安置。其山东民人徙居口外者，在康熙五十一年已有十万馀人。圣祖谕：“嗣后山东民人有到口外及由口外回山东者，应查明年貌籍贯，造册稽查，互相对核。”其后直隶、山西民人亦多有出口者。”

### 维族与回族政策
天山山脉将新疆分成天山南北两个区域。天山南路的大部分地区为维吾尔族居住，亦称为回部。由于哈密、吐鲁番率先归服，被封为回部札萨克。乾隆平定大小和卓之乱之后，新归附的地区不设札萨克，实行伯克制。伯克原来是回部的酋长，经清朝重新任命，按职责和品级称“某某伯克”，共三十余名目。最高的为阿奇木伯克，掌综一城回务，三品至六品，其次为伊什罕伯克，掌赞理回务。四品至六品。其余分掌地亩、田粮、税务的，大抵四品至七品。在清朝所封的札萨克郡王和诸伯克之上，清朝还派驻伊犁将军，掌天山南北最高军政大权，下设参赞大臣一人辅之。又设塔尔巴哈台参赞大臣，喀什噶尔参赞大臣及帮办大臣，叶尔羌办事大臣及帮办大臣，和阗、阿克苏、乌什、库车、喀喇沙尔办事大臣等。乾隆末年以后，内地汉人和回民开始迁往新疆（以天山北路为主），把大片不用的牧场变为户屯。到十九世纪初，这些定居北疆的移民已达数十万人。在迪化（乌鲁木齐），1808年时各县的民户农田数量已达到1775年的十倍。

## 法律制度
顺治四年（1647年）《大清律例》编修完成。《大清律》基本上承袭《明律》的内容。后经康熙、雍正两朝屡次增删，并于雍正五年公布。但清朝最经常起作用的是例，而不是律。胡林翼说：“《大清律》易遵，而例难尽悉。”，胥吏都谙熟例案，常可执例以压制长官。《大清律》还表现出民族歧视和压迫的特色。满、汉人在法律上不平等。清廷对各少数民族地区还有各种特订的法律，如蒙古族有“蒙古律”，维吾尔族有“回律”，藏族有“番律”等等，以加强对各少数民族人民的统治。
清朝皇帝为打压汉人反清复明运动与防止散播不利皇帝的消息，屡兴文字狱以控制士大夫的思想。文字狱之案件常是无中生有，小人造谣所为。较大规模的文字狱甚至可以牵连成千上万人受害。柳诒徵称“前代文人受祸之烈，殆未有若清代者。故雍乾以来，志节之士，荡然无存。……稍一不慎，祸且不测。”。顺治四年（1647年），发生第一起文字狱“函可案”。一位法号函可的和尚因藏有“逆书”《变记》而被逮捕，后来流放到沈阳。顺治末年又发生庄廷鑨明史案，并惊动朝廷中的辅政大臣鳌拜等人。清朝诸例文字狱中，有名的有康熙时期的南山案、雍正时期的查嗣庭试题案和吕留良案等。

## 外交

### 海禁政策
清朝建立伊始，清政府为禁止和截断东南沿海的反清势力与据守台湾的郑成功部的联系，以巩固新朝的统治，曾五次颁布禁海令，并三次颁布“迁海令”，禁止人民出海贸易。1683年清军攻占台湾后，康熙接受东南沿海的官员请求，停止清初的海禁政策，宣佈開海展界。1684年設置以粵海關、閩海關、浙海關、江海關這四大海關機構分别管轄各自境內的數十個口岸，准許百姓對外貿易，并准许外国商人來華貿易。但是康熙后期再度出现南洋海禁，康熙口谕大臣们：“设禁之意，特恐吾民作奸勾夷，以窥中土”，“除东洋外不许与他国贸易”，并说：“海外如西洋等国，千百年后中国恐受其累，此朕逆料之言”。而且此时德川幕府统治下的日本正值锁国时期，为防止中国产品对日本的冲击，对与清朝的贸易也采取严格的限制。
南洋海禁在雍正時代再度廢除。但到了乾隆二十二年（1757年），由于外商频年不断的掠夺和违法行为，清廷對西洋船隻來華做出嚴格限制，只保留粤海关提供给“西洋”商人作为通商地点（不包括東洋，南洋及本國商人），禁止西洋商船前往其他三大海關旗下管轄的口岸，史稱「一口通商」。
在鸦片战争之前，中国沿海商船总数约在9,000至将近10,000艘之间，约有150万吨。加上其他种类的船舶，全国总有大小江海船舶20多万艘，共计400多万吨。而在1814年，英国全国有大小21,500多艘船，共240万吨；美国在1809年全国有船舶135万吨，可见在鸦片战争前美英两个航海大国的船舶总吨位的总和也不及清朝。

### 签订条约
清朝在近代以前與西方國家接觸有限，签定的對外条约较少，基本是平等條約，主要有《尼布楚条约》与《恰克图条约》，均为与俄罗斯帝国签定。自近代以来，西方完成工業革命，實力大增，開始圖謀中國。经历一系列戰爭失败之后，清廷在列强的威迫下，前后被迫签定许多不平等条约。据统计，中国近代签定的不平等条约共有343个，其中四十多个条约影响较大。清朝在西方国家的威逼侵略下通过开放租界口岸，允许外国人来华经商等割地手段来达到和解。致此中国开始向近代过渡，清廷在被迫打开国门的同时也丧失中国大量领土的管辖权。甲午战争后，列强鉴于清朝失去自卫能力，纷纷瓜分中国，中国变成半殖民地。由于受到列强的侵略以致割地赔款，中国人的国际形象和地位也骤然下降。但与此同时也激发自强运动等改革措施使西方的科技、文化以及民主宪政思想传入中国，并为随后的辛亥革命提供发展契机。